# Max Elskamp

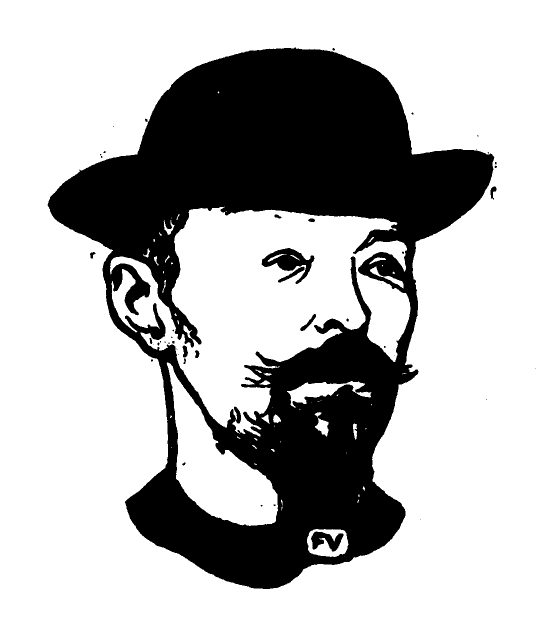
Portret van Max Elskamp door Félix Vallotton.

Max Elskamp (Antwerpen, 5 mei 1862 - aldaar, 10 december 1931) was een Belgisch Franstalig symbolistisch dichter. Hij was lid van de Académie royale de langue et de littérature françaises de Belgique. Elskamp was tevens folklorist en grafisch kunstenaar.

## Levensloop
Elskamp  werd geboren in een rijk Antwerps katholiek bourgeoisiegezin. Zijn vader was een Vlaming, terwijl zijn moeder van Franse oorsprong was. Elskamp ging rechten studeren aan de universiteit van Brussel. In 1887 maakte hij een bootreis langs de Atlantische kusten tot in Italië maar keerde terug naar Antwerpen.
Rond 1886 schreef Elskamp zijn eerste gedichten en werd vooral beïnvloed door de Franse symbolistische dichters Paul Verlaine en Stéphane Mallarmé, die hij enkele malen ontmoette. Hij schreef meestal distichons en kwatrijnen van korte verzen in het Frans waarin de invloeden van zijn tweetaligheid merkbaar zijn. Inspiratie voor zijn poëzie vond Elskamp in zijn godsdienstige levensbeschouwing dat langzaam overging in een algemeen christelijk mysticisme.
Elskamp, die een goed grafisch kunstenaar was, illustreerde verscheidene van zijn dichtbundels met eigengemaakte houtsnedes. Zijn eerste periode liep tot omstreeks de eeuwwisseling. In België beïnvloedde Elskamp vooral het werk van Jean de Bosschère en Marie Gevers, met wie hij een levenslange vriendschap sloot.
Daarna begon Elskamp door de Vlaamse dorpen te trekken en verzamelde allerhande volkskundige voorwerpen die hij in 1903 voor het eerst tentoonstelde in Brussel. Burgemeester Jan Van Rijswijck van Antwerpen bezocht de tentoonstelling waarna Elskamp de volledige collectie aan de stad schonk met het verzoek om een permanente tentoonstelling te openen. In 1907 werd het Volkskundemuseum geopend.
Tijdens de Eerste Wereldoorlog dook Elskamp onder in het neutrale Nederland. Hij leed hieronder en zou er nadien een dichtbundel over schrijven.
Vanaf 1920 tot 1924 kende Elskamp een tweede periode waarin hij dichtbundels schreef. Hij brak niet met zijn vroegere stijl en bleef het symbolisme trouw. Vanaf 1924 begon Elskamp tekenen van krankzinnigheid te vertonen en hij trok zich terug uit het openbare leven.
Elskamp was tevens een aanhanger van het boeddhisme.

## Werken
- Dominical (1892)
- Salutations, dont d'angéliques (1893)
- En symbole vers l'apostolat (1895)
- La louange de la vie (1898)
- Enluminures (1898)
- Sous les tentes de l'Exode (1921)
- Chansons désabusées (1922)

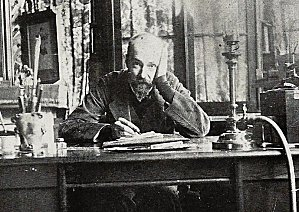
Max Elskamp in zijn werkkamer

- La chanson de la rue Saint-Paul (1922)
- Chansons d’amures (1923)
- Maya (1923)
- Les sept Notre-Dame des plus beaux métiers (1923)
- Remembrances (1924)